# Cucujoidea
Cucujoidea é uma superfamília de insectos coleópteros da infraordem Cucujiformia.
Esta família é composta de espécies com tamanho relativamente reduzido. Uma das famílias mais importantes, Coccinellidae, alimentam-se de pragas comuns como os afídios e cochonilhas. No entanto, a maior parte dos membros desta família alimentam-se de fungos.

## Taxonomia
Segundo Lawrence & Newton, a superfamília Cucujoidea é composta pelas seguintes famílias:
- Protocucujidae Crowson, 1954
- Sphindidae Jacquelin du Val, 1860 (= Aspidiphoridae)
- Brachypteridae Erichson, 1845 (= Cateretidae, Kateretidae)
- Nitidulidae Latreille, 1802
- Smicripidae Horn, 1879
- Monotomidae Laporte, 1840
- Boganiidae Sen Gupta & Crowson, 1966
- Helotidae Reitter, 1876/Chapuis, 1876
- Phloeostichidae Reitter, 1911
- Silvanidae Kirby, 1837
- Cucujidae Latreille, 1802
- Laemophloeidae Ganglbauer, 1899
- Propalticidae Crowson, 1952
- Phalacridae Leach, 1815
- Hobartiidae Sen Gupta & Crowson, 1966
- Cavognathidae Sen Gupta & Crowson, 1966
- Cryptophagidae Kirby, 1837
- Lamingtonoiidae Sen Gupta & Crowson, 1969
- Languriidae Crotch, 1873
- Erotylidae Latreille, 1802
- Byturidae Jacquelin du Val, 1858
- Biphyllidae LeConte, 1861
- Bothrideridae Erichson, 1845
- Cerylonidae Bilberg, 1820
- Alexiidae Imhoff, 1856
- Discolomatidae Horn, 1878
- Endomychidae Leach, 1815
- Coccinellidae Latreille, 1807
- Corylophidae LeConte, 1852
- Latridiidae Erichson, 1842 (= Lathridiidae)